# NGC 2014
NGC 2014 (również ESO 56-SC146) – gromada otwarta związana z mgławicą emisyjną, znajdująca się w gwiazdozbiorze Złotej Ryby w Wielkim Obłoku Magellana. Odkrył ją James Dunlop 3 sierpnia 1826 roku.
Mgławica składa się głównie ze świecącego gazu wodorowego. Energetyczne promieniowanie młodych gwiazd oddziela elektrony od atomów w gazie wodorowym, jonizując go i nadając mgławicy charakterystyczną czerwoną barwę.